# Gare de Louisbourg
La gare de Louisbourg, est une gare ferroviaire canadienne de la ligne de Sydney à Louisbourg, située dans cette ville en Nouvelle-Écosse.
Ouverte en 1893 par la Sydney and Louisburg Railway (en) elle est fermée, comme la ligne, en 1968. Depuis le bâtiment, bénéficiant d'une protection en tant que lieu patrimonial, a été restauré et abrite le musée du « Sydney and Louisburg Railway ».

## Situation ferroviaire
Établie à 18 mètres d'altitude, la gare de Louisbourg était le terminus et le « centre d'information et de dispatching » de la ligne de Sydney à Louisbourg.

## Histoire
Vers 1893, Henry Melville Whitney (en), avec le soutien d'industriels de Montréal et Boston, crée la Dominion Coal Company. Ayant d'importants moyens financiers, la société modernise les mines de charbon et développe le port de Louisbourg pour exporter le minerai vers d'autres marchés notamment américains. Pour optimiser ses moyens il s'avéra nécessaire de créer une ligne de chemin de fer entre le site des mines, près de Sydney et Louisbourg et son port.
La gare de louisbourg est mise en service en 1895 par le Sydney and Louisburg Railway (en) (S&L).